# Bracon triangulum
Bracon triangulum är en stekelart som beskrevs av Costa 1864. Bracon triangulum ingår i släktet Bracon och familjen bracksteklar. Inga underarter finns listade.